# Copa de Campeones de la Concacaf 2005
La Copa de Campeones de la Concacaf 2005 (en inglés: CONCACAF Champions' Cup), fue la 40.ª edición de la competición a nivel de clubes del área.
El Deportivo Saprissa se proclamó campeón de la edición tras derrotar al Pumas de la UNAM con marcador global en la final por 2-3; por ello, jugó la Campeonato Mundial de Clubes de la FIFA 2005. Fue la última vez que un equipo que no es mexicano ha ganado la competencia hasta 17 años después, en 2022, donde el Seattle Sounders derrotó a los mismos Pumas en la final de dicha edición.

## Sistema de competición
En la fase eliminatoria, los equipos juegan uno contra el otro en dos partidos, uno en casa y otro como visitante. El club que consiga más goles en la serie avanza a la siguiente etapa. En caso de que no hubiese ganador en el período regular, se realiza una prórroga de 30 minutos, y si no hay ganador se realiza tiros desde el punto penal.

## Equipos participantes
| País                         | Equipo                                              | Vía de clasificación |
| ---------------------------- | --------------------------------------------------- | --- |
| México 2 cupos               | Universidad Nacional C. F. Monterrey                | Campeón del Torneo Apertura 2004 Subcampeón del Torneo Apertura 2004                                                                |
| Estados Unidos 2 cupos       | D. C. United Kansas City Wizards                    | Campeón de la MLS Cup 2004 Subcampeón de la MLS Cup 2004                                                                            |
| Zona centroamericana 3 cupos | C. S. D. Municipal Deportivo Saprissa C. D. Olimpia | Campeón de la Copa Interclubes UNCAF 2004 Subcampeón de la Copa Interclubes UNCAF 2004 3.° puesto de la Copa Interclubes UNCAF 2004 |
| Zona caribeña 1 cupo         | Harbour View F. C.                                  | Campeón del Campeonato de Clubes de la CFU 2004                                                                                     |

## Fase eliminatoria

### Cuadro de desarrollo
|  | Cuartos de final                                      | Cuartos de final                                      | Cuartos de final                                      | Cuartos de final                                      |   |               | Semifinales                                               | Semifinales                                               | Semifinales                                               | Semifinales                                               |  |          | Final                                               | Final                                               | Final                                               | Final                                               |  |
|  | 9 de marzo de 2005 (ida) 16 de marzo de 2005 (vuelta) | 9 de marzo de 2005 (ida) 16 de marzo de 2005 (vuelta) | 9 de marzo de 2005 (ida) 16 de marzo de 2005 (vuelta) | 9 de marzo de 2005 (ida) 16 de marzo de 2005 (vuelta) |   |               | 6 y 7 de abril de 2005 (ida) 13 de abril de 2005 (vuelta) | 6 y 7 de abril de 2005 (ida) 13 de abril de 2005 (vuelta) | 6 y 7 de abril de 2005 (ida) 13 de abril de 2005 (vuelta) | 6 y 7 de abril de 2005 (ida) 13 de abril de 2005 (vuelta) |  |          | 4 de mayo de 2005 (ida) 11 de mayo de 2005 (vuelta) | 4 de mayo de 2005 (ida) 11 de mayo de 2005 (vuelta) | 4 de mayo de 2005 (ida) 11 de mayo de 2005 (vuelta) | 4 de mayo de 2005 (ida) 11 de mayo de 2005 (vuelta) |  |
|  |                                                       |                                                       |                                                       |                                                       |   |               |                                                           |                                                           |                                                           |                                                           |  |          |                                                     |                                                     |                                                     |                                                     |  |
|  |                                                       |                                                       |                                                       |                                                       |   |               |                                                           |                                                           |                                                           |                                                           |  |          |                                                     |                                                     |                                                     |                                                     |  |
|  | Kansas City Wizards                                   | 0                                                     | 1                                                     | 1                                                     |   |               |                                                           |                                                           |                                                           |                                                           |  |          |                                                     |                                                     |                                                     |                                                     |  |
|  | Kansas City Wizards                                   | 0                                                     | 1                                                     | 1                                                     |   |               |                                                           |                                                           |                                                           |                                                           |  |          |                                                     |                                                     |                                                     |                                                     |  |
|  | Saprissa (pró.)                                       | 0                                                     | 2                                                     | 2                                                     |   |               |                                                           |                                                           |                                                           |                                                           |  |          |                                                     |                                                     |                                                     |                                                     |  |
|  | Saprissa (pró.)                                       | 0                                                     | 2                                                     | 2                                                     |   | Saprissa (p.) | 2                                                         | 1                                                         | 3 (5)                                                     |                                                           |  |          |                                                     |                                                     |                                                     |                                                     |  |
|  |                                                       |                                                       |                                                       |                                                       |   | Saprissa (p.) | 2                                                         | 1                                                         | 3 (5)                                                     |                                                           |  |          |                                                     |                                                     |                                                     |                                                     |  |
|  |                                                       |                                                       | Monterrey                                             | 2                                                     | 1 | 3 (3)         |                                                           |                                                           |                                                           |                                                           |  |          |                                                     |                                                     |                                                     |                                                     |  |
|  | Monterrey                                             | 2                                                     | Monterrey                                             | 2                                                     | 1 | 3 (3)         | 0                                                         | 2                                                         |                                                           |                                                           |  |          |                                                     |                                                     |                                                     |                                                     |  |
|  | Monterrey                                             | 2                                                     |                                                       |                                                       |   |               |                                                           |                                                           |                                                           |                                                           |  |          |                                                     |                                                     |                                                     |                                                     |  |
|  | Municipal                                             | 1                                                     | 0                                                     | 1                                                     |   |               |                                                           |                                                           |                                                           |                                                           |  |          |                                                     |                                                     |                                                     |                                                     |  |
|  | Municipal                                             | 1                                                     | 0                                                     | 1                                                     |   |               |                                                           |                                                           |                                                           |                                                           |  | Saprissa | 2                                                   | 1                                                   | 3                                                   |                                                     |  |
|  |                                                       |                                                       |                                                       |                                                       |   |               |                                                           |                                                           |                                                           |                                                           |  | Saprissa | 2                                                   | 1                                                   | 3                                                   |                                                     |  |
|  |                                                       |                                                       | UNAM                                                  | 0                                                     | 2 | 2             |                                                           |                                                           |                                                           |                                                           |  |          |                                                     |                                                     |                                                     |                                                     |  |
|  | D.C. United                                           | 2                                                     | UNAM                                                  | 0                                                     | 2 | 2             | 2                                                         | 4                                                         |                                                           |                                                           |  |          |                                                     |                                                     |                                                     |                                                     |  |
|  | D.C. United                                           | 2                                                     |                                                       |                                                       |   |               |                                                           |                                                           |                                                           |                                                           |  |          |                                                     |                                                     |                                                     |                                                     |  |
|  | Harbour View                                          | 1                                                     | 1                                                     | 2                                                     |   |               |                                                           |                                                           |                                                           |                                                           |  |          |                                                     |                                                     |                                                     |                                                     |  |
|  | Harbour View                                          | 1                                                     | 1                                                     | 2                                                     |   | D.C. United   | 1                                                         | 0                                                         | 1                                                         |                                                           |  |          |                                                     |                                                     |                                                     |                                                     |  |
|  |                                                       |                                                       |                                                       |                                                       |   | D.C. United   | 1                                                         | 0                                                         | 1                                                         |                                                           |  |          |                                                     |                                                     |                                                     |                                                     |  |
|  |                                                       |                                                       | UNAM                                                  | 1                                                     | 5 | 6             |                                                           |                                                           |                                                           |                                                           |  |          |                                                     |                                                     |                                                     |                                                     |  |
|  | Olimpia                                               | 1                                                     | UNAM                                                  | 1                                                     | 5 | 6             | 1                                                         | 2                                                         |                                                           |                                                           |  |          |                                                     |                                                     |                                                     |                                                     |  |
|  | Olimpia                                               | 1                                                     |                                                       |                                                       |   |               |                                                           |                                                           |                                                           |                                                           |  |          |                                                     |                                                     |                                                     |                                                     |  |
|  | UNAM (pró.)                                           | 1                                                     | 2                                                     | 3                                                     |   |               |                                                           |                                                           |                                                           |                                                           |  |          |                                                     |                                                     |                                                     |                                                     |  |
|  | UNAM (pró.)                                           | 1                                                     | 2                                                     | 3                                                     |   |               |                                                           |                                                           |                                                           |                                                           |  |          |                                                     |                                                     |                                                     |                                                     |  |
|  |                                                       |                                                       |                                                       |                                                       |   |               |                                                           |                                                           |                                                           |                                                           |  |          |                                                     |                                                     |                                                     |                                                     |  |

### Cuartos de final

#### Saprissa - Kansas City
| 9 de marzo de 2005, 19:00 (UTC-6) | Kansas City Wizards | 0:0     | Deportivo Saprissa | Arrowhead Stadium, Kansas City, Misuri                     |                                                            |
|                                   |                     | Reporte |                    | Asistencia: 1.207 espectadores Árbitro(s): Gilberto Alcalá | Asistencia: 1.207 espectadores Árbitro(s): Gilberto Alcalá |

| 16 de marzo de 2005, 20:00 (UTC-6)                                            | Deportivo Saprissa          | 2:1 (0:0, 1:1) (1:0 t. s.) | Kansas City Wizards | Estadio Ricardo Saprissa, Tibás, San José |                            |
|                                                                               | - Gerald Drummond 90+1' 95' | Reporte                    | - José Burciaga 78' | Árbitro(s): Roberto Moreno                | Árbitro(s): Roberto Moreno |
| El Deportivo Saprissa avanza a la siguiente ronda con marcador global de 2-1. |                             |                            |                     |                                           |                            |

#### Municipal - Monterrey
| 9 de marzo de 2005 | C. F. Monterrey                           | 2:1 (2:0) | C. S. D. Municipal  | Estadio Tecnológico, Monterrey  |                                 |
|                    | - Ricardo Martínez 3' - Pablo Rotchen 43' |           | - Víctor Müller 70' | Asistencia: 20.000 espectadores | Asistencia: 20.000 espectadores |

| 16 de marzo de 2005                                                        | C. S. D. Municipal | 0:0 | C. F. Monterrey | Estadio Mateo Flores, Ciudad de Guatemala |  |
|                                                                            |                    |     |                 | Asistencia: 15.000 espectadores           |  |
| El C. F. Monterrey avanza a la siguiente ronda con marcador global de 1-2. |                    |     |                 |                                           |  |

#### Harbour View - D. C. United
| 9 de marzo de 2005 | D. C. United                              | 2:1 (1:1) | Harbour View F. C.  | Maryland SoccerPlex, Germantown, Maryland |                                |
|                    | - Alecko Eskandarian 5' - Joshua Gros 64' |           | - Luton Shelton 23' | Asistencia: 3.825 espectadores            | Asistencia: 3.825 espectadores |

| 16 de marzo de 2005                                                     | Harbour View F. C.   | 1:2 (1:0) | D. C. United                          | Harbour View Stadium, Kingston |  |
|                                                                         | - Donald Stewart 45' |           | - Jamil Walker 74' - Jaime Moreno 77' |                                |  |
| El D. C. United avanza a la siguiente ronda con marcador global de 2-4. |                      |           |                                       |                                |  |

#### Universidad Nacional - Olimpia
| 9 de marzo de 2005 | C. D. Olimpia         | 1:1 (0:0) | Universidad Nacional | Estadio Tiburcio Carías, Tegucigalpa |  |
|                    | - Wilson Palacios 48' |           | - Diego Alonso 83'   |                                      |  |

| 16 de marzo de 2005                                                             | Universidad Nacional                      | 2:1 (1:1, 1:1) (1:0 t. s.) | C. D. Olimpia        | Estadio Olímpico Universitario, Ciudad de México |                                 |
|                                                                                 | - Joaquín Botero 17' - Bruno Marioni 117' |                            | - Jerry Palacios 30' | Asistencia: 25.200 espectadores                  | Asistencia: 25.200 espectadores |
| La Universidad Nacional avanza a la siguiente ronda con marcador global de 3-2. |                                           |                            |                      |                                                  |                                 |

### Semifinales

#### Monterrey - Saprissa
| 7 de abril de 2005, 20:00 (UTC-6) | Deportivo Saprissa                             | 2:2 (1:1) | C. F. Monterrey                             | Estadio Ricardo Saprissa, Tibás, San José |                             |
|                                   | - Rónald Gómez 45+1' (pen.) - Allan Alemán 84' | Reporte   | - Ricardo Martínez 42' - Argemiro Veiga 66' | Árbitro(s): Rodolfo Sibrián               | Árbitro(s): Rodolfo Sibrián |

| 13 de abril de 2005, 21:00 (UTC-6)                                                    | C. F. Monterrey                                                           | 1:1 (1:1, 1:0) (3:5 p.)    | Deportivo Saprissa                                                               | Estadio Tecnológico, Monterrey                            |                                                           |
|                                                                                       | - Carlos Casartelli 40' (Ricardo Martínez )                               | Reporte                    | - Rónald Gómez 71' (pen.)                                                        | Asistencia: 30.000 espectadores Árbitro(s): Hugo Castillo | Asistencia: 30.000 espectadores Árbitro(s): Hugo Castillo |
|                                                                                       |                                                                           | Tiros desde el punto penal |                                                                                  |                                                           |                                                           |
|                                                                                       | - Argemiro Veiga - Carlos Casartelli - Luis Ernesto Pérez - Walter Erviti |                            | - Víctor Cordero - Andrés Núñez - Saúl Phillips - José Luis López - Rónald Gómez |                                                           |                                                           |
| El Deportivo Saprissa avanza a la siguiente ronda con marcador de 3-5 en los penales. |                                                                           |                            |                                                                                  |                                                           |                                                           |

#### Universidad Nacional - D. C. United
| 6 de abril de 2005 | D. C. United          | 1:1 (1:0) | Universidad Nacional | R. F. K. Stadium, Washington D. C. |                                 |
|                    | - Christian Gómez 10' |           | - Ailton 51'         | Asistencia: 21.185 espectadores    | Asistencia: 21.185 espectadores |

| 13 de abril de 2005                                                             | Universidad Nacional                                                               | 5:0 (1:0) | D. C. United | Estadio Olímpico Universitario, Ciudad de México |                                 |
|                                                                                 | - Bruno Marioni 11' - Joaquín Botero 48' 73' - David Toledo 85' - Jaime Lozano 88' |           |              | Asistencia: 22.000 espectadores                  | Asistencia: 22.000 espectadores |
| La Universidad Nacional avanza a la siguiente ronda con marcador global de 6-1. |                                                                                    |           |              |                                                  |                                 |

### Final

#### Universidad Nacional - Saprissa
| 4 de mayo de 2005, 20:05 (UTC-6) | Deportivo Saprissa                                                           | 2:0 (2:0) | Universidad Nacional | Estadio Ricardo Saprissa, Tibás, San José              |                                                        |
|                                  | - Christian Bolaños 20' (Try Benneth ) - Gabriel Badilla 42' (Alonso Solís ) | Reporte   |                      | Asistencia: 20.000 espectadores Árbitro(s): Brian Hall | Asistencia: 20.000 espectadores Árbitro(s): Brian Hall |

| 11 de mayo de 2005, 19:30 (UTC-6)                                                       | Universidad Nacional                                                               | 2:1 (0:1) | Deportivo Saprissa                 | Estadio Olímpico Universitario, Ciudad de México        |                                                         |
|                                                                                         | - Joaquín del Olmo 66' (Joaquín Botero ) - Leandro Augusto 90+3' (Marco Palacios ) | Reporte   | - Rónald Gómez 32' (Alonso Solís ) | Asistencia: 40.000 espectadores Árbitro(s): Kevin Stott | Asistencia: 40.000 espectadores Árbitro(s): Kevin Stott |
| El Deportivo Saprissa se proclama campeón de la competencia con marcador global de 2-3. |                                                                                    |           |                                    |                                                         |                                                         |

#### Final - ida
| 35    | POR   | José Francisco Porras  |     |
| 16    | DEF   | Gabriel Badilla        |     |
| 3     | DEF   | Víctor Cordero         |     |
| 18    | DEF   | Jervis Drummond        |     |
| 23    | DEF   | Try Benneth            |     |
| 29    | DEF   | Juan Bautista Esquivel |     |
| 17    | MED   | José Luis López        |     |
| 2     | MED   | Christian Bolaños      |     |
| 9     | MED   | Pablo Brenes           | 67' |
| 10    | DEL   | Alonso Solís           | 82' |
| 30    | DEL   | Allan Alemán           | 77' |
| D. T. | D. T. | Hernán Medford         |     |

| 12    | POR   | Sergio Bernal   |     |
| 5     | DEF   | Israel Castro   |     |
| 21    | DEF   | Jaime Lozano    |     |
| 3     | DEF   | Joaquín Beltrán |     |
| 4     | DEF   | Darío Verón     |     |
| 16    | MED   | Gerardo Galindo |     |
| 6     | MED   | Gonzalo Pineda  | 62' |
| 17    | MED   | David Toledo    |     |
| 7     | MED   | Leandro Augusto |     |
| 9     | DEL   | Joaquín Botero  |     |
|       | DEL   | Bruno Marioni   |     |
| D. T. | D. T. | Hugo Sánchez    |     |

| 7  | Centrocampista | Wilson Muñoz    | 67' |
| 26 | Delantero      | Gerald Drummond | 77' |
| 4  | Defensa        | Rónald González | 82' |

| 20 | Centrocampista | Ismael Íñiguez | 62' |

| 20' · 42' | Christian Bolaños Gabriel Badilla | 1:0 2:0 |

| 35' · 56' · 72' | Try Benneth Víctor Cordero Juan Bautista Esquivel |

| 35' · 47' · 55' · 72' | Bruno Marioni Darío Verón Gonzalo Pineda Joaquín Beltrán |

| Principal  | Brian Hall         |
| Asistentes | Gregory Barkey     |
|            | Kermit Quisenberry |

| 35    | POR   | José Francisco Porras  |     |
| 16    | DEF   | Gabriel Badilla        |     |
| 3     | DEF   | Víctor Cordero         |     |
| 18    | DEF   | Jervis Drummond        |     |
| 23    | DEF   | Try Benneth            |     |
| 29    | DEF   | Juan Bautista Esquivel |     |
| 17    | MED   | José Luis López        |     |
| 2     | MED   | Christian Bolaños      |     |
| 9     | MED   | Pablo Brenes           | 67' |
| 10    | DEL   | Alonso Solís           | 82' |
| 30    | DEL   | Allan Alemán           | 77' |
| D. T. | D. T. | Hernán Medford         |     |

| 12    | POR   | Sergio Bernal   |     |
| 5     | DEF   | Israel Castro   |     |
| 21    | DEF   | Jaime Lozano    |     |
| 3     | DEF   | Joaquín Beltrán |     |
| 4     | DEF   | Darío Verón     |     |
| 16    | MED   | Gerardo Galindo |     |
| 6     | MED   | Gonzalo Pineda  | 62' |
| 17    | MED   | David Toledo    |     |
| 7     | MED   | Leandro Augusto |     |
| 9     | DEL   | Joaquín Botero  |     |
|       | DEL   | Bruno Marioni   |     |
| D. T. | D. T. | Hugo Sánchez    |     |

| 7  | Centrocampista | Wilson Muñoz    | 67' |
| 26 | Delantero      | Gerald Drummond | 77' |
| 4  | Defensa        | Rónald González | 82' |

| 20 | Centrocampista | Ismael Íñiguez | 62' |

| 20' · 42' | Christian Bolaños Gabriel Badilla | 1:0 2:0 |

| 35' · 56' · 72' | Try Benneth Víctor Cordero Juan Bautista Esquivel |

| 35' · 47' · 55' · 72' | Bruno Marioni Darío Verón Gonzalo Pineda Joaquín Beltrán |

| Principal  | Brian Hall         |
| Asistentes | Gregory Barkey     |
|            | Kermit Quisenberry |

| 35    | POR   | José Francisco Porras  |     |
| 16    | DEF   | Gabriel Badilla        |     |
| 3     | DEF   | Víctor Cordero         |     |
| 18    | DEF   | Jervis Drummond        |     |
| 23    | DEF   | Try Benneth            |     |
| 29    | DEF   | Juan Bautista Esquivel |     |
| 17    | MED   | José Luis López        |     |
| 2     | MED   | Christian Bolaños      |     |
| 9     | MED   | Pablo Brenes           | 67' |
| 10    | DEL   | Alonso Solís           | 82' |
| 30    | DEL   | Allan Alemán           | 77' |
| D. T. | D. T. | Hernán Medford         |     |

| 12    | POR   | Sergio Bernal   |     |
| 5     | DEF   | Israel Castro   |     |
| 21    | DEF   | Jaime Lozano    |     |
| 3     | DEF   | Joaquín Beltrán |     |
| 4     | DEF   | Darío Verón     |     |
| 16    | MED   | Gerardo Galindo |     |
| 6     | MED   | Gonzalo Pineda  | 62' |
| 17    | MED   | David Toledo    |     |
| 7     | MED   | Leandro Augusto |     |
| 9     | DEL   | Joaquín Botero  |     |
|       | DEL   | Bruno Marioni   |     |
| D. T. | D. T. | Hugo Sánchez    |     |

| 7  | Centrocampista | Wilson Muñoz    | 67' |
| 26 | Delantero      | Gerald Drummond | 77' |
| 4  | Defensa        | Rónald González | 82' |

| 20 | Centrocampista | Ismael Íñiguez | 62' |

| 20' · 42' | Christian Bolaños Gabriel Badilla | 1:0 2:0 |

| 35' · 56' · 72' | Try Benneth Víctor Cordero Juan Bautista Esquivel |

| 35' · 47' · 55' · 72' | Bruno Marioni Darío Verón Gonzalo Pineda Joaquín Beltrán |

| Principal  | Brian Hall         |
| Asistentes | Gregory Barkey     |
|            | Kermit Quisenberry |

| 35    | POR   | José Francisco Porras  |     |
| 16    | DEF   | Gabriel Badilla        |     |
| 3     | DEF   | Víctor Cordero         |     |
| 18    | DEF   | Jervis Drummond        |     |
| 23    | DEF   | Try Benneth            |     |
| 29    | DEF   | Juan Bautista Esquivel |     |
| 17    | MED   | José Luis López        |     |
| 2     | MED   | Christian Bolaños      |     |
| 9     | MED   | Pablo Brenes           | 67' |
| 10    | DEL   | Alonso Solís           | 82' |
| 30    | DEL   | Allan Alemán           | 77' |
| D. T. | D. T. | Hernán Medford         |     |

| 12    | POR   | Sergio Bernal   |     |
| 5     | DEF   | Israel Castro   |     |
| 21    | DEF   | Jaime Lozano    |     |
| 3     | DEF   | Joaquín Beltrán |     |
| 4     | DEF   | Darío Verón     |     |
| 16    | MED   | Gerardo Galindo |     |
| 6     | MED   | Gonzalo Pineda  | 62' |
| 17    | MED   | David Toledo    |     |
| 7     | MED   | Leandro Augusto |     |
| 9     | DEL   | Joaquín Botero  |     |
|       | DEL   | Bruno Marioni   |     |
| D. T. | D. T. | Hugo Sánchez    |     |

| 7  | Centrocampista | Wilson Muñoz    | 67' |
| 26 | Delantero      | Gerald Drummond | 77' |
| 4  | Defensa        | Rónald González | 82' |

| 20 | Centrocampista | Ismael Íñiguez | 62' |

| 20' · 42' | Christian Bolaños Gabriel Badilla | 1:0 2:0 |

| 35' · 56' · 72' | Try Benneth Víctor Cordero Juan Bautista Esquivel |

| 35' · 47' · 55' · 72' | Bruno Marioni Darío Verón Gonzalo Pineda Joaquín Beltrán |

| Principal  | Brian Hall         |
| Asistentes | Gregory Barkey     |
|            | Kermit Quisenberry |

#### Final - vuelta
| 12    | POR   | Sergio Bernal     |     |
|       | DEF   | Fernando Espinosa | 46' |
| 4     | DEF   | Darío Verón       |     |
| 5     | DEF   | Israel Castro     |     |
| 6     | DEF   | Gonzalo Pineda    |     |
| 21    | MED   | Jaime Lozano      |     |
|       | MED   | Ailton Da Silva   |     |
| 7     | MED   | Leandro Augusto   |     |
| 17    | DEL   | David Toledo      | 46' |
| 9     | DEL   | Joaquín Botero    | 79' |
| 22    | DEL   | Diego Alonso      |     |
| D. T. | D. T. | Hugo Sánchez      |     |

| 35    | POR   | José Francisco Porras  |       |
| 3     | DEF   | Víctor Cordero         |       |
| 16    | DEF   | Gabriel Badilla        |       |
| 18    | DEF   | Jervis Drummond        |       |
| 23    | DEF   | Try Benneth            |       |
| 29    | DEF   | Juan Bautista Esquivel |       |
| 17    | MED   | José Luis López        |       |
| 2     | MED   | Christian Bolaños      | 75'   |
| 8     | MED   | Walter Centeno         | 90+2' |
| 11    | DEL   | Rónald Gómez           |       |
| 10    | DEL   | Alonso Solís           | 68'   |
| D. T. | D. T. | Hernán Medford         |       |

| - | Defensa        | Marco Palacios   | 46' |
| 8 | Centrocampista | Joaquín del Olmo | 46' |
|   | Delantero      | Pablo Bonells    | 79' |

| 30 | Delantero      | Allan Alemán  | 68'   |
| 15 | Centrocampista | Saúl Phillips | 75'   |
| 14 | Defensa        | Andrés Núñez  | 90+2' |

| 66' · 90+3' | Joaquín del Olmo Leandro Augusto | 1:1 2:1 |

| 32' | Rónald Gómez | 0:1 |

| 50' · 57' · 61' · 75' · 80' · 89' | Ailton Da Silva Gonzalo Pineda Leandro Augusto Israel Castro Pablo Bonells Diego Alonso |

| 34' · 50' | Try Benneth Christian Bolaños |

| 72' | Allan Alemán |

| Principal  | Kevin Stott      |
| Asistentes | Chris Strickland |
|            | Craig Lowry      |

| 12    | POR   | Sergio Bernal     |     |
|       | DEF   | Fernando Espinosa | 46' |
| 4     | DEF   | Darío Verón       |     |
| 5     | DEF   | Israel Castro     |     |
| 6     | DEF   | Gonzalo Pineda    |     |
| 21    | MED   | Jaime Lozano      |     |
|       | MED   | Ailton Da Silva   |     |
| 7     | MED   | Leandro Augusto   |     |
| 17    | DEL   | David Toledo      | 46' |
| 9     | DEL   | Joaquín Botero    | 79' |
| 22    | DEL   | Diego Alonso      |     |
| D. T. | D. T. | Hugo Sánchez      |     |

| 35    | POR   | José Francisco Porras  |       |
| 3     | DEF   | Víctor Cordero         |       |
| 16    | DEF   | Gabriel Badilla        |       |
| 18    | DEF   | Jervis Drummond        |       |
| 23    | DEF   | Try Benneth            |       |
| 29    | DEF   | Juan Bautista Esquivel |       |
| 17    | MED   | José Luis López        |       |
| 2     | MED   | Christian Bolaños      | 75'   |
| 8     | MED   | Walter Centeno         | 90+2' |
| 11    | DEL   | Rónald Gómez           |       |
| 10    | DEL   | Alonso Solís           | 68'   |
| D. T. | D. T. | Hernán Medford         |       |

| - | Defensa        | Marco Palacios   | 46' |
| 8 | Centrocampista | Joaquín del Olmo | 46' |
|   | Delantero      | Pablo Bonells    | 79' |

| 30 | Delantero      | Allan Alemán  | 68'   |
| 15 | Centrocampista | Saúl Phillips | 75'   |
| 14 | Defensa        | Andrés Núñez  | 90+2' |

| 66' · 90+3' | Joaquín del Olmo Leandro Augusto | 1:1 2:1 |

| 32' | Rónald Gómez | 0:1 |

| 50' · 57' · 61' · 75' · 80' · 89' | Ailton Da Silva Gonzalo Pineda Leandro Augusto Israel Castro Pablo Bonells Diego Alonso |

| 34' · 50' | Try Benneth Christian Bolaños |

| 72' | Allan Alemán |

| Principal  | Kevin Stott      |
| Asistentes | Chris Strickland |
|            | Craig Lowry      |

| 12    | POR   | Sergio Bernal     |     |
|       | DEF   | Fernando Espinosa | 46' |
| 4     | DEF   | Darío Verón       |     |
| 5     | DEF   | Israel Castro     |     |
| 6     | DEF   | Gonzalo Pineda    |     |
| 21    | MED   | Jaime Lozano      |     |
|       | MED   | Ailton Da Silva   |     |
| 7     | MED   | Leandro Augusto   |     |
| 17    | DEL   | David Toledo      | 46' |
| 9     | DEL   | Joaquín Botero    | 79' |
| 22    | DEL   | Diego Alonso      |     |
| D. T. | D. T. | Hugo Sánchez      |     |

| 35    | POR   | José Francisco Porras  |       |
| 3     | DEF   | Víctor Cordero         |       |
| 16    | DEF   | Gabriel Badilla        |       |
| 18    | DEF   | Jervis Drummond        |       |
| 23    | DEF   | Try Benneth            |       |
| 29    | DEF   | Juan Bautista Esquivel |       |
| 17    | MED   | José Luis López        |       |
| 2     | MED   | Christian Bolaños      | 75'   |
| 8     | MED   | Walter Centeno         | 90+2' |
| 11    | DEL   | Rónald Gómez           |       |
| 10    | DEL   | Alonso Solís           | 68'   |
| D. T. | D. T. | Hernán Medford         |       |

| - | Defensa        | Marco Palacios   | 46' |
| 8 | Centrocampista | Joaquín del Olmo | 46' |
|   | Delantero      | Pablo Bonells    | 79' |

| 30 | Delantero      | Allan Alemán  | 68'   |
| 15 | Centrocampista | Saúl Phillips | 75'   |
| 14 | Defensa        | Andrés Núñez  | 90+2' |

| 66' · 90+3' | Joaquín del Olmo Leandro Augusto | 1:1 2:1 |

| 32' | Rónald Gómez | 0:1 |

| 50' · 57' · 61' · 75' · 80' · 89' | Ailton Da Silva Gonzalo Pineda Leandro Augusto Israel Castro Pablo Bonells Diego Alonso |

| 34' · 50' | Try Benneth Christian Bolaños |

| 72' | Allan Alemán |

| Principal  | Kevin Stott      |
| Asistentes | Chris Strickland |
|            | Craig Lowry      |

| 12    | POR   | Sergio Bernal     |     |
|       | DEF   | Fernando Espinosa | 46' |
| 4     | DEF   | Darío Verón       |     |
| 5     | DEF   | Israel Castro     |     |
| 6     | DEF   | Gonzalo Pineda    |     |
| 21    | MED   | Jaime Lozano      |     |
|       | MED   | Ailton Da Silva   |     |
| 7     | MED   | Leandro Augusto   |     |
| 17    | DEL   | David Toledo      | 46' |
| 9     | DEL   | Joaquín Botero    | 79' |
| 22    | DEL   | Diego Alonso      |     |
| D. T. | D. T. | Hugo Sánchez      |     |

| 35    | POR   | José Francisco Porras  |       |
| 3     | DEF   | Víctor Cordero         |       |
| 16    | DEF   | Gabriel Badilla        |       |
| 18    | DEF   | Jervis Drummond        |       |
| 23    | DEF   | Try Benneth            |       |
| 29    | DEF   | Juan Bautista Esquivel |       |
| 17    | MED   | José Luis López        |       |
| 2     | MED   | Christian Bolaños      | 75'   |
| 8     | MED   | Walter Centeno         | 90+2' |
| 11    | DEL   | Rónald Gómez           |       |
| 10    | DEL   | Alonso Solís           | 68'   |
| D. T. | D. T. | Hernán Medford         |       |

| - | Defensa        | Marco Palacios   | 46' |
| 8 | Centrocampista | Joaquín del Olmo | 46' |
|   | Delantero      | Pablo Bonells    | 79' |

| 30 | Delantero      | Allan Alemán  | 68'   |
| 15 | Centrocampista | Saúl Phillips | 75'   |
| 14 | Defensa        | Andrés Núñez  | 90+2' |

| 66' · 90+3' | Joaquín del Olmo Leandro Augusto | 1:1 2:1 |

| 32' | Rónald Gómez | 0:1 |

| 50' · 57' · 61' · 75' · 80' · 89' | Ailton Da Silva Gonzalo Pineda Leandro Augusto Israel Castro Pablo Bonells Diego Alonso |

| 34' · 50' | Try Benneth Christian Bolaños |

| 72' | Allan Alemán |

| Principal  | Kevin Stott      |
| Asistentes | Chris Strickland |
|            | Craig Lowry      |

| Trofeo copa campeones Concacaf |
| Campeón Deportivo Saprissa     |
| 3.º título                     |

## Estadísticas

### Máximos goleadores
Lista con los máximos goleadores de la competencia.
| Pos. | Jugador            | Equipo               | Goles |
| ---- | ------------------ | -------------------- | ----- |
| 1.º  | Rónald Gómez       | Deportivo Saprissa   | 3     |
| 2.º  | Gerald Drummond    | Deportivo Saprissa   | 2     |
| 2.º  | Ricardo Martínez   | C. F. Monterrey      | 2     |
| 2.º  | Bruno Marioni      | Universidad Nacional | 2     |
| 2.º  | Joaquín Beltrán    | Universidad Nacional | 2     |
| 6.º  | Alecko Eskandarian | D. C. United         | 1     |
| 6.º  | Joshua Gros        | D. C. United         | 1     |
| 6.º  | Jamil Walker       | D. C. United         | 1     |
| 6.º  | Jaime Moreno       | D. C. United         | 1     |
| 6.º  | Christian Gómez    | D. C. United         | 1     |
| 6.º  | Jerry Palacios     | C. D. Olimpia        | 1     |
| 6.º  | Wilson Palacios    | C. D. Olimpia        | 1     |
| 6.º  | Diego Alonso       | Universidad Nacional | 1     |
| 6.º  | Joaquín Botero     | Universidad Nacional | 1     |
| 6.º  | David Toledo       | Universidad Nacional | 1     |
| 6.º  | Joaquín del Olmo   | Universidad Nacional | 1     |
| 6.º  | Ailton             | Universidad Nacional | 1     |
| 6.º  | Leandro Augusto    | Universidad Nacional | 1     |
| 6.º  | Jaime Lozano       | Universidad Nacional | 1     |
| 6.º  | Pablo Rotchen      | C. F. Monterrey      | 1     |
| 6.º  | Carlos Casartelli  | C. F. Monterrey      | 1     |
| 6.º  | Argemiro Veiga     | C. F. Monterrey      | 1     |
| 6.º  | Víctor Müller      | C. S. D. Municipal   | 1     |
| 6.º  | José Burciaga      | Kansas City Wizards  | 1     |
| 6.º  | Gabriel Badilla    | Deportivo Saprissa   | 1     |
| 6.º  | Christian Bolaños  | Deportivo Saprissa   | 1     |
| 6.º  | Allan Alemán       | Deportivo Saprissa   | 1     |
| 6.º  | Donald Stewart     | Harbour View F. C.   | 1     |
| 6.º  | Luton Shelton      | Harbour View F. C.   | 1     |